# Коронование Марии (картина Липпи)
«Коронование Марии» (итал. Incoronazione Maringhi) — алтарный образ художника Фра Филиппо Липпи, известный также как «Коронование Мариньи». Выполнен в 1441—1447 годах для флорентийской церкви Сан-Амброджио. Ныне хранится в галерее Уффици во Флоренции.

## История создания
В конце 1430-х годов Филиппо Липпи оставил монастырь Кармине во Флоренции, чтобы открыть свою мастерскую. Он не имел достаточно средств для оплаты труда помощников и учеников. С Липпи работали лишь его постоянные сотрудники: Фра Карневале, Фра Диаманте и ещё один неизвестный «художник Пьеро ди Лоренцо». Возможно, это был Мастер Кастельского Рождества (итал. Maestro della Natività di Castello).
Картина была заказана согласно последней воле каноника собора Сан-Лоренцо и прокуратора Сан-Амброджио, Франческо Мариньи (ум. 1441), пожертвовавшего деньги на создание нового алтарного образа для собора. По документам Липпи получал деньги на выполнение заказа Мариньи частями с 1439 по 1447 годы. Картина вызывала восхищение своей новизной как у художников, так и у простых зрителей. Сохранилось множество копий её самой и её деталей. По сообщению Вазари, алтарный образ очень понравился Козимо Медичи, который стал большим поклонником творчества Липпи и его покровителем. Картина находилась в церкви до 1810 года, когда она была похищена. С 1890 года — в галерее Уффици.

## Сюжет
Картина выполнена на одной большой панели, однако Липпи разделил её тремя арками, которые придают образу традиционную форму триптиха. Алтарный образ был снабжён золочёным деревянным декором, который не сохранился. Пределла к «Коронованию» — «Чудо Святого Амвросия» хранится в Берлинской картинной галерее.

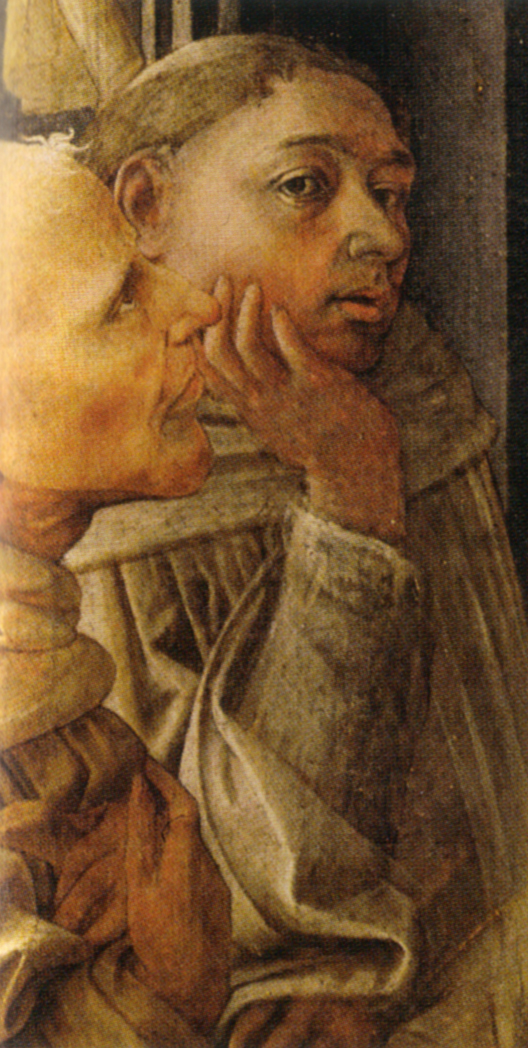
Фра Филиппо Липпи. Автопортрет. Деталь «Коронования Марии»

Художник избрал самый распространённый в то время в Италии иконографический тип Коронования, когда Мария преклоняет колени перед Богом-Отцом, возлагающим на её голову венец. В основе композиции лежит треугольник, его вершина, корона Девы Марии, является точкой схода линий перспективы. Доминирующее положение центральных фигур подчёркнуто их размером, бо́льшим, чем у окружающих персонажей. Платформу с престолом окружают ангелы — Липпи повторяет традиционное композиционное решение, встречающееся, например, в «Короновании Марии» (1414) у Лоренцо Монако.
Липпи отказался от архаичного золотого фона, изобразив полосы — символ семи небес (итал. Cieli del Paradiso). Четыре ангела держат в руках золотую ленту со словами молитвы. В нижней части картины представлен ряд коленопреклонённых святых, художник здесь, по примеру своих предшественников, объединил два сюжета — Коронование и Святое собеседование. Среди святых — Магдалина, Святой Евстафий с двумя детьми и женой — Теофистой, взгляд которой обращён прямо на зрителя.
Ангел, держащий картуш с надписью PERFECIT IS OPUS («он заказал работу»), указывает на донатора. Рядом с ним стоит Иоанн Креститель. Слева, у ног святого Амвросия, Липпи изобразил себя в одежде кармелита.
Поместив в верхних круглых «окошках» сцену Благовещения, Липпи отступил от традиции, по которой Коронование обычно совмещалось с Успением Марии. Лилии в руках ангелов — напоминание о Непорочном зачатии.
Монументальность и пластичность фигур «Коронования» роднит их с персонажами Мазаччо. Однако Липпи создавал более изящные округлые формы, уделяя большее внимание плавности линий и созданию объёма с помощью светотени.